# Chubb
Chubb Corporation este un concern internațional de asigurări cu sediul în Statele Unite ale Americii.
Compania a fost fondată în 1882 și are aproximativ 120 de sedii în 27 de țări din America, Europa, Asia și Australia.